# Narycia hamalitha
Narycia hamalitha är en fjärilsart som beskrevs av Edward Meyrick 1893. Narycia hamalitha ingår i släktet Narycia och familjen säckspinnare. Inga underarter finns listade i Catalogue of Life.